# موکای ماساتسونا
موکای ماساتسونا (به ژاپنی: 向井 正綱)؛ یک سامورایی در دوره سنگوکو و اوایل دوره ادو بود. وی پدر موکای تاداکاتسو بود. پدر او یک دزد دریایی بود که به عنوان نیروی دریایی در خدمت خاندان ایماگاوا یا خاندان تاکدا در میامد. در سال ۱۵۷۹ پس از اینکه توکوگاوا ایه‌یاسو ولایت سوروگا متعلق به خاندان ایماگاوا را تصرف کند، موکای ماساتسونا به خدمت ایه‌یاسو درآمد.